# جاكلين وينسور
جاكلين وينسور (بالإنجليزية: Jacqueline Winsor) هي نحّاتة أمريكية، ولدت في 20 أكتوبر 1941.